# Symplecta lucia
Symplecta lucia är en tvåvingeart som först beskrevs av Alexander 1914.  Symplecta lucia ingår i släktet Symplecta och familjen småharkrankar. Inga underarter finns listade i Catalogue of Life.